# Ивановское сельское поселение (Воронежская область)
Ивановское се́льское поселе́ние — муниципальное образование в Панинском районе Воронежской области Российской Федерации.
Административный центр — село Ивановка 1-я.

## История
Статус и границы сельского поселения установлены Законом Воронежской области от 15 октября 2004 года № 63-ОЗ «Об установлении границ, наделении соответствующим статусом, определении административных центров отдельных муниципальных образований Воронежской области».

## Население
| 2000 | 2005  | 2010  | 2012  | 2013 | 2014 | 2015 |
| ---- | ----- | ----- | ----- | ---- | ---- | ---- |
| 1554 | ↘1429 | ↘1067 | ↘1017 | ↘994 | ↘951 | ↘935 |
| 2016 | 2017  | 2018  |       |      |      |      |
| ↘932 | ↘890  | ↘869  |       |      |      |      |

## Состав сельского поселения
| № | Населённый пункт  | Тип населённого пункта       | Население |
| - | ----------------- | ---------------------------- | --------- |
| 1 | Верхняя Катуховка | село                         | ↘447      |
| 2 | Ивановка 1-я      | село, административный центр | ↘301      |
| 3 | Красные Холмы     | село                         | ↘231      |
| 4 | Майский           | посёлок                      | ↘88       |